# Colegio Divina Pastora
El Colegio Divina Pastora de Madrid es un centro educativo de la ciudad española de Madrid. Está ubicado en el barrio de Ríos Rosas, perteneciente al distrito de Chamberí. Se encuentra en los números 140-142 de la calle de Santa Engracia, en una manzana que también delimitan las calles María de Guzmán por el norte y Cristóbal Bordiu por el sur.

## Antecedentes
La Congregación de Hermanas Franciscanas Misioneras del Divino Pastor fue fundada en Ripoll por la madre María Ana Mogas Fontcuberta en 1850. La orden tuvo una rápida expansión, consolidándose bajo la advocación de la Virgen María, Madre del Divino Pastor. Su objetivo era el de educar a niñas con pocos recursos así como la atención a los enfermos. La congregación se estableció en Madrid en 1872, teniendo la primera sede en la calle Sagunto, número 7, cerca de la plaza de Chamberí. Ante lo reducido del inmueble, el colegio se trasladó a un edificio situado en la calle de Santa Engracia, antiguo camino de Hortaleza.
Se trataba de una quinta con amplia huerta de la que existe escasa información: no hay constancia de ella en los planos de 1853 y 1865, si bien en el mapa de 1881 aparece como una finca de importancia; se fecharía, por tanto, en el tercer cuarto del siglo XIX, sabiendo que es anterior a 1868, año en el que la adquiere Carmen Tacón. La nueva propietaria utilizó la quinta primero como vivienda y más tarde, en 1877, la convirtió en colegio de Religiosas Reparadoras del Sagrado Corazón, activo durante dos años. En 1879, el edificio pasó a manos de Gil Delgado, que lo vendería en 1882 a los hermanos de las Escuelas Cristianas (La Salle), adaptándolo como residencia y colegio de niños. Fue la madre Concepción Dolcet la que finalmente adquirió el edificio en 1888 para instalar una Congregación de Hermanas Franciscanas Misioneras del Divino Pastor, constituyendo allí la Casa Generalicia y una Casa de Formación para niñas, que obtuvo la aprobación definitiva como centro educativo el 11 de junio de 1904.

## Historia del edificio
Se ubica en el distrito de Chamberí, barrio de Ríos Rosas, en los terrenos correspondientes al norte del Ensanche de Carlos María de Castro aprobado en 1860. En el plan de ensanche esta zona se dedicó primordialmente a la actividad fabril, con una baja ocupación residencial, si bien en el último cuarto de siglo la vivienda comenzó a desplazar a la actividad industrial convirtiéndolo en uno de los barrios más poblados de Madrid.
En lo que respecta al inmueble, el actual colegio Divina Pastora es el resultado de un dilatado número de ampliaciones e intervenciones ejecutadas para satisfacer las crecientes necesidades de la institución, cuyo núcleo original lo constituyó la quinta mencionada. Se trataba de una construcción sencilla, que contaba originalmente con dos alturas (bajo y planta primera) a la que en 1925 se le añadió una segunda planta y cubierta abuhardillada, intervención ejecutada según proyecto de Manuel Mendoza. Esta zona, a día de hoy, alberga la casa madre o convento de la orden franciscana.
La iglesia, ubicada al noroeste de la casa madre, fue el segundo volumen construido en el complejo educativo, pues la primitiva edificación contaba con un pequeño oratorio situado a la derecha de la puerta de entrada que pronto resultó insuficiente. El proyecto del nuevo templo se encomendó a José Urioste Velada (1850-1909), quien realizó en 1903 un diseño en estilo neogótico, movimiento historicista que gozó de gran éxito en la arquitectura madrileña de la época al entroncar a la perfección con las raíces del cristianismo impulsado desde la restauración monárquica. No obstante, este estilo constituye una excepción en la producción de Urioste —que ejercía al mismo tiempo de arquitecto municipal y particular— pues su producción se hallaba más relacionada con otros movimientos  como el Neorrenacimiento.
La ejecución del proyecto comenzó en 1905, pero se prolongó en el tiempo ante la escasez de recursos con los que contaba la congregación. Las donaciones de Agustina García permitieron la consecución de las obras, finalizadas en 1910, que fueron dirigidas por el arquitecto Enrique María Repullés y Vargas, buen conocedor de la arquitectura de tradición medievalista y responsable de las modificaciones realizadas sobre el proyecto de Urioste. Posteriormente se tiene constancia de varias intervenciones, entre las que destacan la construcción del camarín para la Virgen en 1930, obra de Joaquín Muro, y la reforma del altar mayor en la década de los sesenta, cuyo objetivo era su adaptación a las nuevas necesidades litúrgicas. No obstante la iglesia ha perdido la mayor parte de sus características originales: solería, acabado murario interior, altares e imaginería desaparecieron durante la Guerra Civil tras la ocupación del inmueble como prisión. El templo fue restaurado en los años 1940 y 1942 y la imaginería repuesta por los talleres Granda, recobrando así su uso original.

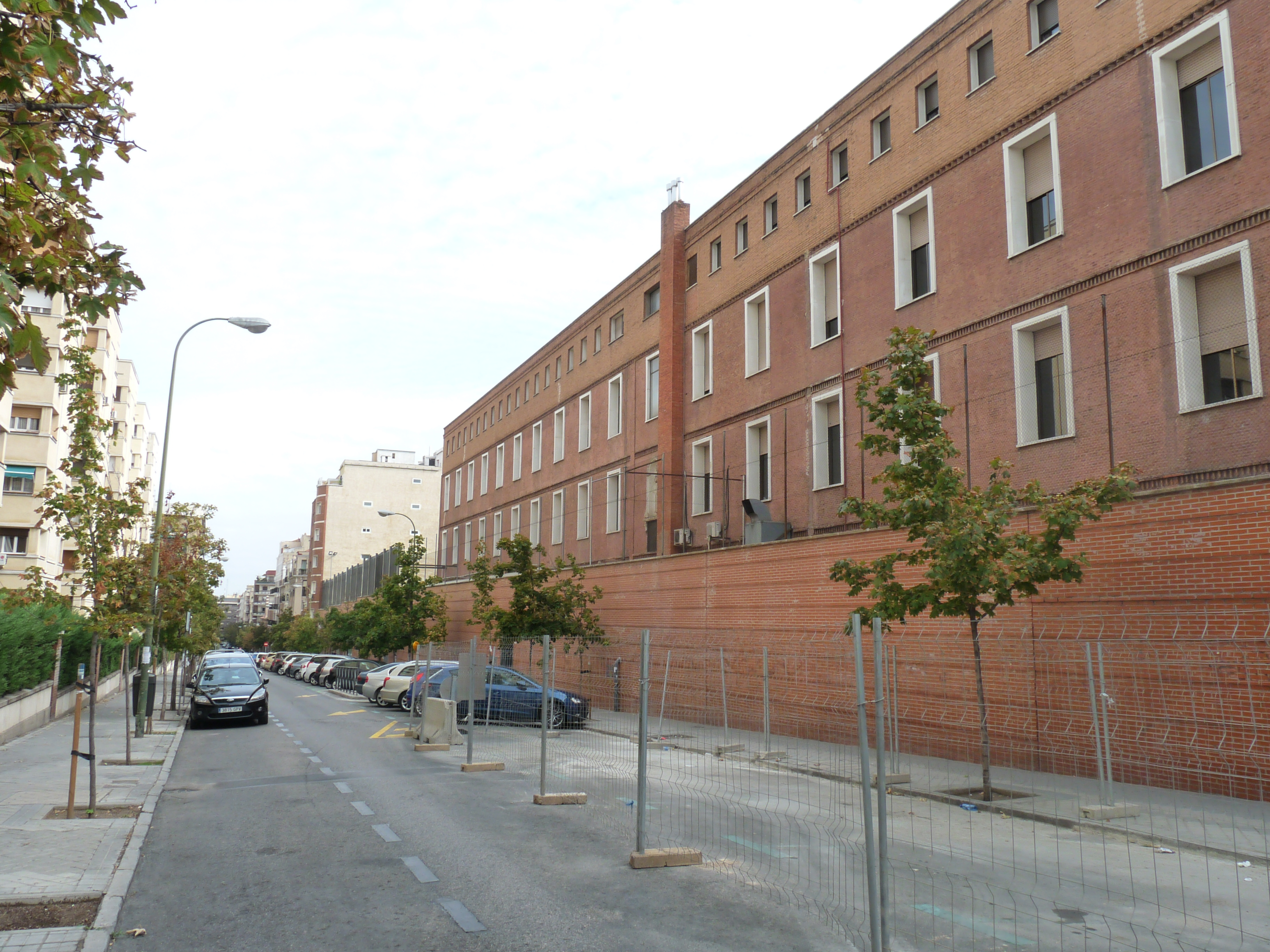
Fachada del inmueble a la calle de María de Guzmán.

La zona de instalaciones educativas, ubicada en la confluencia de las calles Santa Engracia y María de Guzmán, fue el resultado de una nueva ampliación del colegio, dispuesta a continuación de la iglesia. Este volumen fue construido en 1917 según proyecto de Alfredo Echegaray y Romea, bajo parámetros de influencia neomudéjar, con un marcado sentido funcional y fachadas de sencilla composición. Sin embargo, la configuración exterior de esta construcción original ha sido muy transformada; a través de documentación fotográfica de la época, puede apreciarse la primitiva fachada que abría a la calle Santa Engracia, ejecutada en ladrillo y coronada por un original remate: dos cuerpos a modo de espadaña coronaban los flancos del inmueble, unidos al cuerpo principal por una especie de tejadillo, esquema compositivo similar al conservado en la espadaña de la iglesia. El aumento de un tercer piso hacia 1965 hizo desaparecer este singular diseño, que desproveyó las fachadas interiores y exteriores de su primigenio ritmo constructivo. De la misma manera, el patio interior ha sido intervenido sustituyéndose en planta baja el ladrillo original por un tosco cemento, actuación justificada por las patologías de humedades que presentaba. Sí se mantienen interiormente la distribución y volúmenes originales en su mayor parte. A lo largo de la segunda mitad del siglo XX, el colegio continuó ampliando sus dotaciones, creando el jardín posterior, añadiendo el pabellón deportivo (1951) (que discurre en la fachada de la calle María de Guzmán) y la zona de comedores (en la confluencia de las calles Santa Engracia y Cristóbal Bordiú), volúmenes que carecen de interés constructivo. Se han ejecutado reformas generales en los años 1981 y 2001. En 2010 se procedió a restaurar la cúpula de la iglesia con motivo del centenario de su consagración.

## Descripción del inmueble

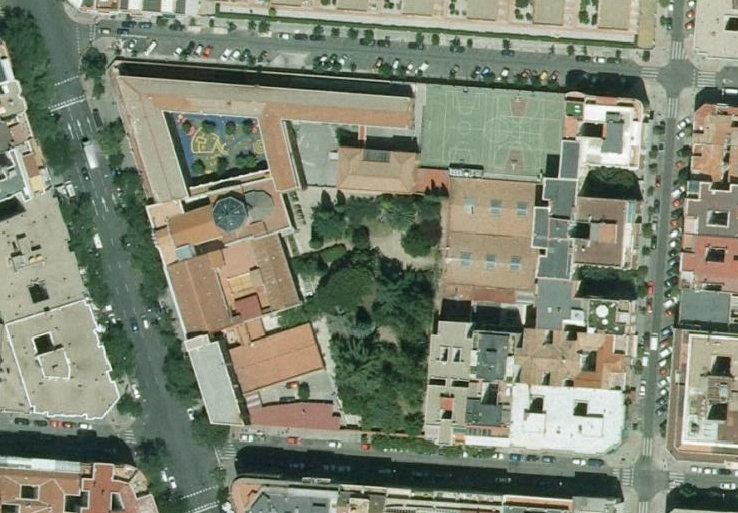
Vista área de la manzana, 2014. PNOA cedido por © Instituto Geográfico Nacional.

El colegio “Divina Pastora”, que ocupa un solar irregular con fachada a las calles Santa Engracia, María de Guzmán y Cristóbal Bordiú, con accesos en los números 140 y 142 de la calle de Santa Engracia en Madrid. Está conformado por diferentes volúmenes anexionados, entre los que cabe destacar por sus valores culturales la iglesia, la casa madre y el colegio.

### Casa madre
La casa madre o convento constituye la edificación primigenia de la congregación. Fechada en el tercer cuarto del siglo XIX, se trata de una fábrica de planta casi rectangular, de 23 × 35 metros. Está configurada por tres cuerpos: una nave dispuesta de manera paralela a la línea de fachada de la calle Santa Engracia alberga la recepción y portería en planta baja (lugar en el que originalmente se encontraba el oratorio), con los despachos de las consejeras generales y la directora general en la primera planta, estos últimos emplazados en la zona de la antigua sala capitular; en segundo lugar destaca un patio de 7 × 4,5 metros. Posee columnas de fundición de estilo corintio pintadas en color marrón que apoyan sobre basamento de granito, cuatro de ellas en los lados mayores y solo con las extremas en los menores, elementos que sostienen una galería cerrada diferenciada de la planta baja por una cornisa sencilla, con otra línea de impostas entre la primera y segunda altura; por último, un cuerpo posterior que abre al jardín alberga un oratorio creado en 1984, presidido por una imagen de la Divina Pastora datada en 1868.
Como elemento de interés destaca la escalera situada en la estancia que da acceso al templo desde el patio; es de caracol y está ejecutada íntegramente en hierro, con tabicas en celosía decoradas con motivos vegetales. Cabe citar también algunos pies derechos de fundición situados en la nave posterior de la casa madre (similares a los existentes en el patio), así como el mantenimiento de la carpintería original de madera en ciertos vanos. Los acabados de esta zona conventual (solería, zócalo perimetral de azulejo cerámico del patio, revoco picado en paramentos y carpintería de aluminio anodizado en bronce) son en su mayor parte de la segunda mitad del siglo XX y carecen de interés artístico.
La fachada presenta una sencilla composición de tres niveles y vanos adintelados. El aparejo usado para el paramento es el ladrillo recocho cubierto por un revoco rojizo, mientras que se reserva la piedra berroqueña para el recercado de ventanas, el basamento, la línea de imposta entre la segunda y tercera planta y las pilastras que flanquean el acceso. Cinco vanos se distribuyen por planta, con enrejado de fundición en nivel inferior y una moldura de bocel en el vano principal. La fachada posterior que abre al jardín presenta similar configuración, con siete huecos por nivel, con rejas en la planta baja y balaustradas en los balcones de la planta superior, elementos todos ellos realizados en fundición. El alero que remata la fachada es de ladrillo visto festoneado en dientes de sierra.

### Iglesia

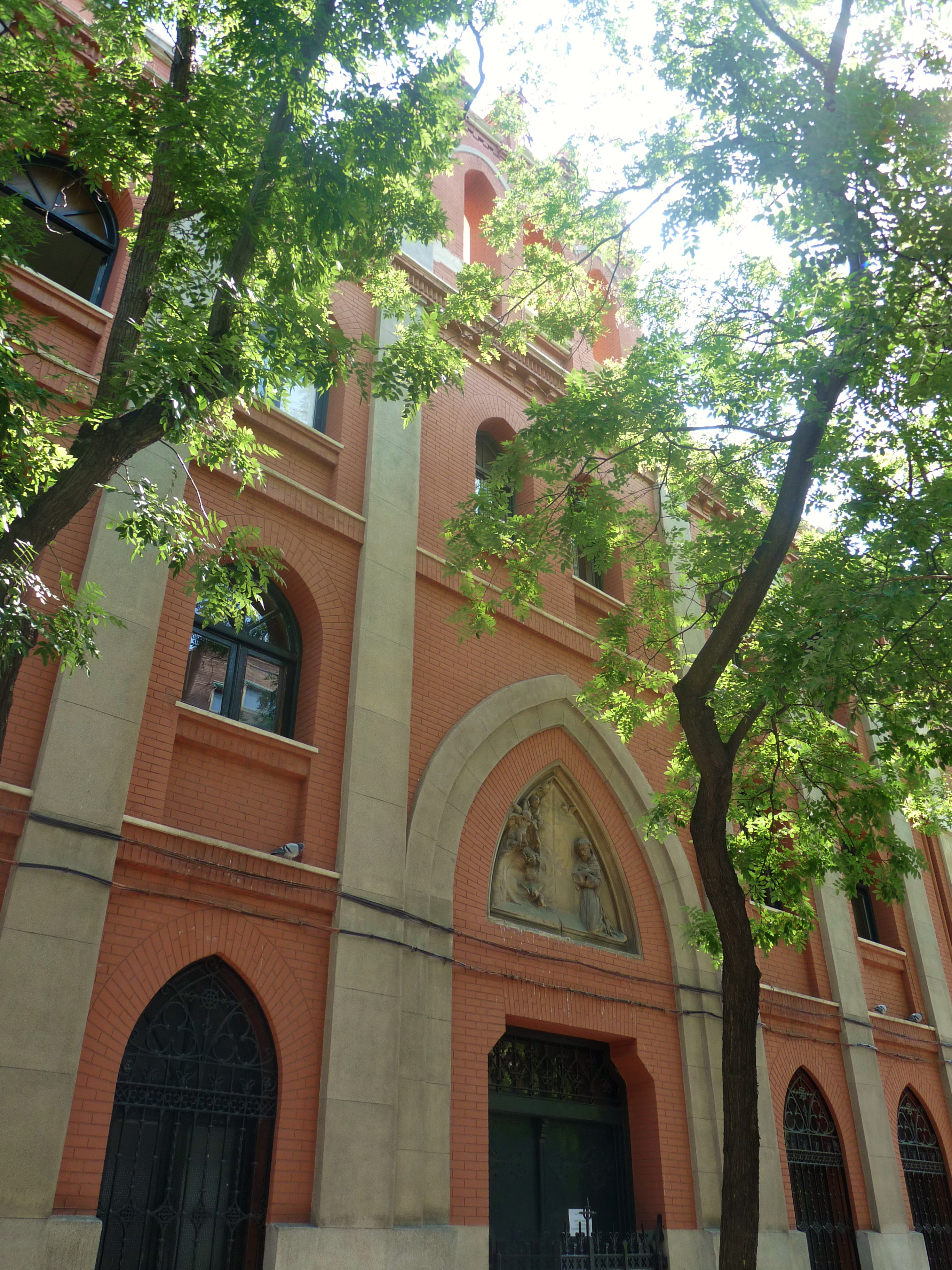
Detalle de la fachada de la iglesia.

La iglesia, contigua al volumen descrito, es de planta de cruz latina con nave única, cuyos brazos menores se presentan poco desarrollados, con coro elevado a los pies. La nave principal se corona con un cimborrio en el encuentro con las naves laterales, de planta octogonal con óculos cerrados por vidrieras y cubierto por bóveda gallonada nervada. La transición entre volúmenes se realiza de manera original, con trompas compuestas por arquivoltas apuntadas de ladrillo que albergan sendas veneras, elementos que protegen las cuatro esculturas del tetramorfos. Pilastras sobre basamento decoradas con finas columnillas de capiteles compuestos sostienen la cornisa de la que arrancan las bóvedas de crucería nervadas, con tres tramos en su nave central hacia los pies y uno más hacia la cabecera, rematando el ábside poligonal una bóveda nervada de idéntico perfil flanqueada por tribunas a dos alturas entre pilastras, la primera con arco rebajado y de mayores dimensiones, cobijando la segunda un arco apuntado. El crucero posee un tramo a cada lado cubierto con sendas bóvedas de crucería, cuya prolongación hacia los pies genera dos patios rectangulares desiguales, uno a cada lado, que permiten iluminar el templo. El coro discurre elevado a los pies del templo, en los dos primeros tramos de la nave central y alberga un órgano fechado en 1954. La fachada del templo presenta similares materiales constructivos que la de la casa madre: la piedra de sillería se ubica en zócalo y pilastras, mientras que se recurre al ladrillo revocado en paramentos. La composición está dividida verticalmente por pilastras que generan seis cuerpos de igual anchura, a excepción del correspondiente a la puerta de entrada (situada en el tercer tramo hacia el norte), que es más ancho y va rematado por una espadaña con tres campanas cobijadas por arcos apuntados, de las que solo se conserva una. Sobre los arcos discurre un friso de ladrillo con motivos geométricos en relieve, estructura que concluye en cuatro remates piramidales.
La portada presenta un dintel reducido en sus extremos mediante ladrillos a sardinel colocados en abanico, y está protegida por un arco ojival en cuyo tímpano se sitúa un bajorrelieve pétreo con una escena dedicada a la aparición ante San Francisco de Asís de Cristo Crucificado rodeado de ángeles. La portada está protegida por una reja de hierro de interesante diseño. Los vanos son apuntados, carentes de decoración y con antepecho rehundido. Corona la composición un pretil que continúa con el diseño vertical de las pilastras pétreas. Una imposta de ladrillo marca las diferentes alturas en fachada, que son interrumpidas por las pilastras. La cornisa sirve de base para el citado pretil superior; es corrida y presenta decoración dientes de sierra. El resto de fachadas, también de ladrillo visto, abren al jardín posterior y patios laterales sin contener ningún elemento significativo a excepción de los vanos apuntados del patio cerrados por vidrieras. El sistema constructivo empleado en la iglesia es el aparejo de ladrillo en muros y pilares, con forjado de pisos de viguetas de madera con relleno de barro, cascote y yeso; la estructura de las bóvedas es de madera, usando la fundición para las barandillas. Destaca la escalera que sube al coro y al campanario, con barrotes de fundición decorados.
La cubierta es a dos aguas de teja plana, presentando en sus extremos hastiales escalonados más elevados que se rematan con albardillas de piedra. Interiormente la iglesia está pintada en color marfil liso, destacando las columnillas de las pilastras en color blanco y ciertos detalles dorados en los capiteles y las claves de las bóvedas, sin restos de la decoración original que imitaba el despiece de sillería. El ábside ha sido muy modificado, forrado actualmente en su frente con mármol rojo en el que destaca el sagrario en granito negro. Sobre él destaca el camarín neogótico que alberga la imagen de la advocación de la congregación. Tanto en altar mayor como en crucero y nave central se disponen diversas imágenes, que no forman parte del programa escultórico original.

### Colegio
El actual colegio es una edificación realizada según proyecto del arquitecto Alfredo Echegaray y Romea en mayo de 1917, que cierra la parcela en el ángulo formado por las calles Santa Engracia y María de Guzmán. Está constituido por tres alas de planta rectangular que generan un patio interior, más prolongada la que discurre paralela a la calle María de Guzmán. Al exterior, el inmueble se encuentra muy desvirtuado. Se compone de cuatro niveles ejecutados en ladrillo, retranqueados a partir de la planta baja. El frente que abre a la calle Santa Engracia presenta una planta baja con pilastras con remates piramidales entre amplias ventanas adinteladas. El vano de acceso, rebajado y decorado con moldura de bocel, está ornamentado con un parapeto con pilares rematados, asimismo, por cuerpos piramidales, elemento evocador de la espadaña del templo. Originalmente con dos alturas sobre planta baja, le fue añadido un piso más en 1944, reforma perceptible al exterior y que hizo desaparecer elementos singulares del edificio original de Echegaray. Posee vanos rectangulares con recercados de piedra en las plantas primera y segunda, mientras que en la última planta los vanos de menores dimensiones no se encuentran alineados con los precedentes. Impostas festoneadas de ladrillo separan los diferentes niveles. Las fachadas del patio, muy reformadas, presentan un revoco de cemento en planta baja y ladrillo visto en el resto, material que originalmente se aplicaba a todo el espacio. En las dos primeras alturas se abren amplios huecos de ventanas con arcos rebajados distribuidos regularmente, separados entre sí por pilastras adelantadas. La planta tercera presenta huecos rectangulares que carecen de las pilastras de separación. El último nivel, resultado de la ampliación, posee huecos más pequeños que no corresponden con los ejes de los anteriores. La separación de las tres primeras plantas va resaltada mediante impostas de ladrillo festoneado similares a las de la fachada principal. Interiormente, el colegio mantiene la distribución original, con el aulario hacia la calle María de Guzmán y alrededor de la galería perimetral que recorre el patio en sus diferentes niveles.

## Protección patrimonial
En 1977, fue incoado un expediente de declaración de bien de interés cultural de la iglesia.
El 15 de febrero de 2011, el colegio en conjunto fue declarado parte del Inventario de Bienes Culturales de la Comunidad de Madrid, a través de una orden publicada el 8 de abril de 2011 en el Boletín Oficial de la Comunidad de Madrid.